# Friedrich August Weber
Friedrich August Weber (Heilbronn, 24 de gener de 1756 - 21 de gener de 1806) fou un metge i compositor alemany.
D'infant ja va aprendre la música després estudià medicina a Jena i Göttingen. Després de romandre tres anys a Bremen s'establí en la seva ciutat natal, on ensems que exercia la medicina, es dedicà al cultiu de la música, per la que estava molt ben dotat. A part de diverses operetes, oratoris, cantates, sonates per a piano, etc., és notable entre les seves simfonies la titulada La cappella graziata, espècie de rèplica de La cappella disgraziata de Haydn. A més, publicà un gran nombre de treballs de tècnica i crítica musical en diaris i revistes professionals.
També va escriure algunes obres de medicina:
- Beiträge zur Geschichte d. berühmstesten Gesundbrunnen, etc (Zúric, 1788),
- Abhandlung von Gewittern und Gewitterableiten, (Zuric, 1792),
- Chem. Untersuchung d. Schinznacher Bades, al Rahn's Archiv. (1788), i a més, traduí altres obres.